# Oakley, Northamptonshire

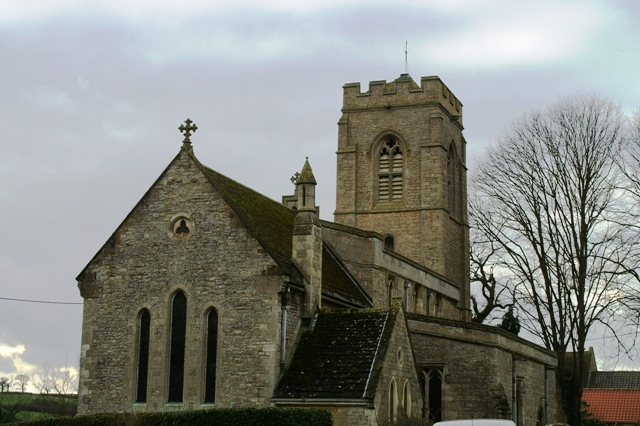
Little Oakley

Oakley var en civil parish från 1935 till 1967 då den blev en del av Corby och Newton, i grevskapet Northamptonshire, i England. Denna civil parish var belägen 6 km från Kettering och hade 236 invånare år 1961.